# Ed McKeever
Ed McKeever, född den 27 augusti 1983 i Bath, Storbritannien, är en brittisk kanotist.
Han tog OS-guld i K1 200 meter i samband med de olympiska kanottävlingarna 2012 i London.